# Monica De Gennaro

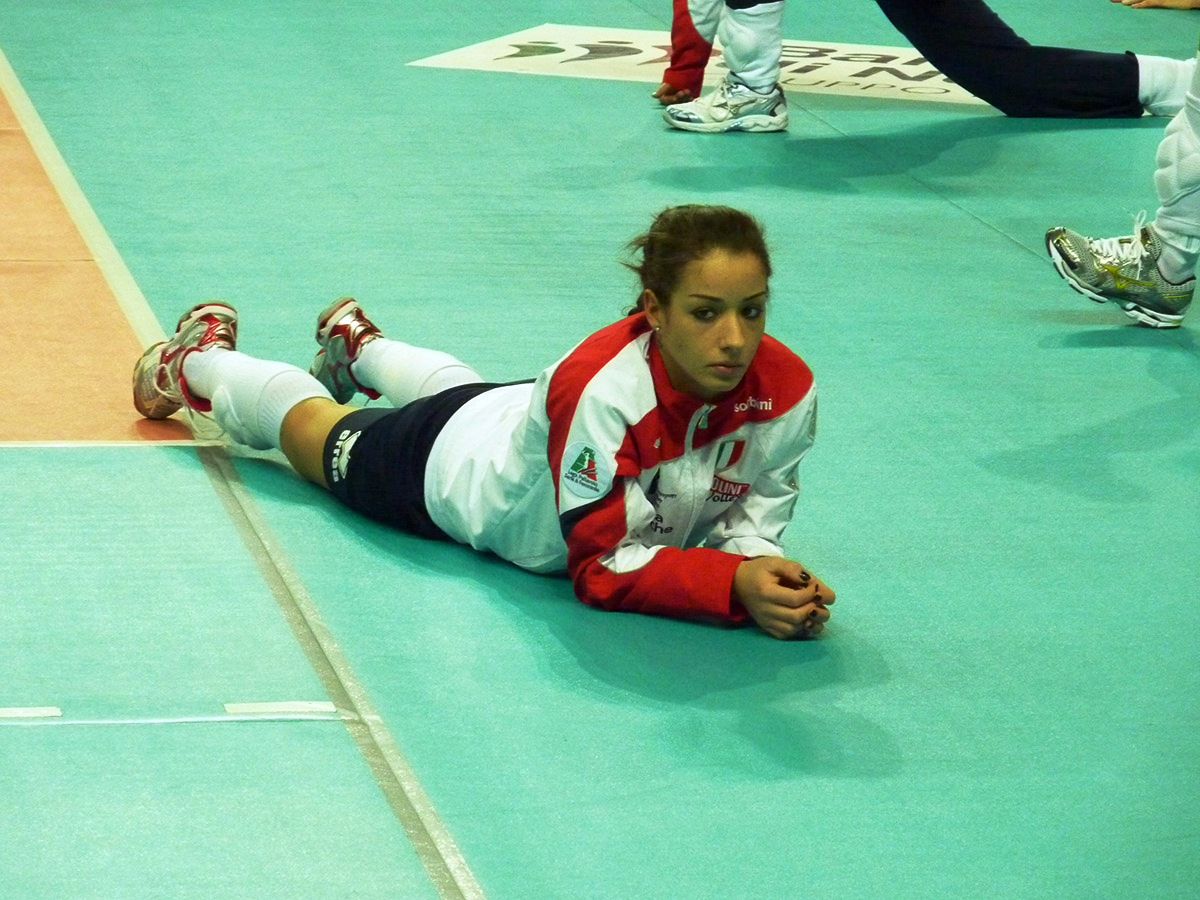
Monica De Gennaro zawodniczką Scavolini Pesaro

 Monica De Gennaro (ur. 8 stycznia 1987 w Piano di Sorrento) – włoska siatkarka, reprezentantka kraju, grająca na pozycji libero.
Jej mężem jest trener siatkarski Daniele Santarelli.

## Życiorys
Karierę rozpoczęła w Sorrento. W sezonie 2002/2003 grała w Serie A w drużynie Minetti Vicenza. Po pewnym czasie zespół spadł do Serii B2 żeby potem awansować w 2004. W Vicenzy grała do 2009 r. Na sezon 2009/2010 przeszła do klubu Serie A2 Aprilia Volley. Na sezon 2010/2011 Monica podpisała kontrakt z aktualnym Mistrzem Włoch drużyną Scavolini Pesaro
W kadrze narodowej zadebiutowała w 2006 r. Zdobyła z reprezentacją brązowy medal World Grand Prix. Na Mistrzostwa Świata pojechała jako rezerwowa.
Obecnie jest najdłużej grającą siatkarką we włoskiej Serie A1, gdzie 17 marca 2025 roku w sezonie 2024/2025 rozegrała swój 1631 mecz w karierze.
22 kwietnia 2025 w 3 ostatnim meczu finałowym przeciwko drużynie Numia Vero Volley Milano w barwach klubu z Conegliano rozegrała swój 500 mecz.

## Sukcesy klubowe
Puchar Challenge:
- 2008

Superpuchar Włoch:
- 2010, 2016, 2018, 2019, 2020, 2021, 2022[4], 2023[5], 2024[6]

Mistrzostwo Włoch:
- 2016, 2018, 2019, 2021, 2022[7], 2023[8], 2024[9], 2025[10]

Puchar Włoch:
- 2017, 2020, 2021, 2022[11], 2023[12], 2024[13], 2025[14]

Liga Mistrzyń:
- 2021, 2024[15], 2025[16]
- 2017, 2019, 2022[17]
- 2018

Klubowe Mistrzostwa Świata:
- 2019, 2022[18], 2024[19]
- 2021

## Sukcesy reprezentacyjne
Grand Prix:
- 2017
- 2006

Puchar Świata:
- 2011

Igrzyska Śródziemnomorskie:
- 2013

Volley Masters Montreux:
- 2018

Mistrzostwa Świata:
- 2018
- 2022[20]

Mistrzostwa Europy:
- 2021
- 2019

Liga Narodów:
- 2022[21], 2024[22], 2025[23]

Igrzyska Olimpijskie:
- 2024[24]

## Nagrody indywidualne
- 2007: Najlepsza przyjmująca włoskiej Serie A w sezonie 2006/2007
- 2008: Najlepsza przyjmująca Pucharu Challenge
- 2013: Najlepsza przyjmująca Volley Masters Montreux
- 2014: Najlepsza libero Mistrzostw Świata[25]
- 2017: MVP Pucharu Włoch
- 2017: Najlepsza libero turnieju finałowego Ligi Mistrzyń
- 2017: Najlepsza libero Grand Prix
- 2018: Najlepsza libero Mistrzostw Świata
- 2019: MVP Mistrzostwo Włoch
- 2021: Najlepsza libero Ligi Mistrzyń
- 2021: Najlepsza libero Mistrzostw Europy
- 2021: Najlepsza libero Klubowych Mistrzostw Świata
- 2022: Najlepsza libero turnieju finałowego Ligi Narodów
- 2022: Najlepsza libero Klubowych Mistrzostw Świata
- 2024: Najlepsza libero Igrzysk Olimpijskich w Paryżu[26]
- 2025: MVP i najlepsza libero turnieju finałowego Ligi Narodów[27]